# Импхалска битка
Импхалската битка от 8 март до 3 юли 1944 година е битка при град Импхал в Индия, част от Операция „Уго“ в Бирманската кампания на Втората световна война.
Войски на Япония и „Свободна Индия“ навлизат в Манипур от Бирма и се опитват да превземат Импхал. След японското поражение в Кохимската битка, блокираните в града сили на Британската империя контраатакуват и отблъскват противника, причинявайки му тежки загуби. Битката е повратна точка в развоя на Бирманската кампания, поставяйки началото на японското отстъпление в региона.